# 红口法螺
红口法螺（学名：Cymatium muricinum），是异足目法螺科梭法螺属的一种。主要分布于印度尼西亚、台湾，常栖息在浅海。